# Marburgfieber
Das Marburgfieber ist eine meldepflichtige virale Infektionskrankheit aus der Gruppe der Fieber mit Blutungskomplikationen. Durch Übersprünge aus tierischen Reservoiren kommt es wiederholt zu Ausbrüchen in Gebieten, in denen Tiere das auslösende Virus in sich tragen. Die Erkrankung hat eine hohe Sterblichkeit.

## Erreger

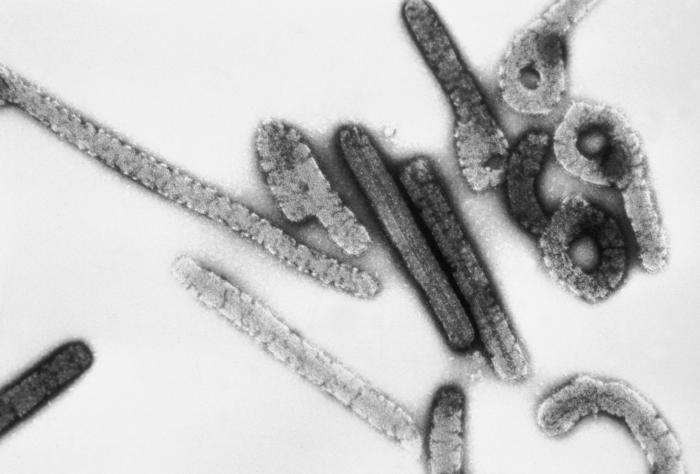
Marburg-Virus

Der Marburg-Erreger gehört zu den gefährlichsten bekannten Krankheitserregern. Ausgelöst wird die Krankheit durch das Marburg-Virus, ein zur Familie der Filoviridae und der Ordnung Mononegavirales gehörendes behülltes Einzel(−)-Strang-RNA-Virus, dessen einzelsträngige ss(−)-RNA komplementär zur mRNA und das Marburg-Virus damit eng verwandt mit den Ebola-Viren und Cuevaviren ist, zu denen auch das erstmals 2011 in Nordspanien nachgewiesene Lloviu-Virus zählt.
Das Reservoir, aus dem das Virus stammt, ist bis heute nicht zweifelsfrei bestimmt. Vermutlich ist der Überträger der Nilflughund, eine Fledermausart, die in Europa und Afrika vorkommt. Die Theorie, dass Fledertiere das natürliche Reservoir von Filoviren darstellen, wird unter anderem durch das gehäufte Auftreten von Marburgfieber in Folge eines Höhlenbesuches gestützt. So waren in Durba (Kongo, 1998–2000) 53 % (75/142) aller infizierten Minenarbeiter in häufigem Kontakt zu Fledertieren.

## Herkunft und Verbreitung
Das Verbreitungsgebiet des Virus sind die ariden Waldgebiete Äquatorialafrikas, wo das Virus bei Nilflughunden verbreitet ist.
Erstmalig beschrieben wurde die Erkrankung bei einem Ausbruch 1967 im hessischen Marburg. Hier infizierten sich Labormitarbeiter an Präparaten aus Gewebe von aus Afrika importierten Primaten. Dabei kam es auch zu Erkrankungsfällen unter Haushaltsmitgliedern und Pflegepersonal. Der Ausbruch umfasste 34 Erkrankte, von denen neun verstarben. Der erste größere, beobachtete Ausbruch in Afrika ereignete sich 1998–2000 unter Minenarbeitern in Durba, Demokratische Republik Kongo. Hier starben 128 von 154 Erkrankten. 1990 wurde ein einzelner Fall aus der Sowjetunion gemeldet, bei dem sich ein Labormitarbeiter an einer Probe aus Blutserum angesteckt hatte.
Seit Oktober 2004 tritt die Krankheit im nördlichen Teil von Angola auf. Nach Angaben des angolanischen Gesundheitsministeriums vom April 2005 starben von 231 bislang registrierten Erkrankten bereits 210 Menschen, darunter vor allem Kinder unter fünf Jahren. Besonders problematisch ist dabei die Weigerung der Bevölkerung, die Infizierten zu isolieren. Da bei den Familien zur Bestattung der persönliche Abschied mit Umarmung etc. gehört, ist es extrem schwierig, die eigentlich sofort notwendige Beerdigung zu gewährleisten, was die Infektionsgefahr erheblich steigert.
2008 erkrankte eine Niederländerin nach der Rückkehr von einer Ugandareise und verstarb. Sie hatte eine Höhle im Maramagambowald besucht, die von Nilflughunden bewohnt wird. Das Virus ist in dieser Fledermauskolonie nachgewiesen. Im selben Jahr erkrankte ein US-Amerikaner nach einer zweiwöchigen Safari in Uganda, er hatte zehn Tage vor dem Ausbruch der Erkrankung dieselbe Höhle besucht.
Im September 2014 ist das Marburg-Virus nach den beiden Ebolaausbrüchen in Westafrika und im Kongo (Zentralafrika) in Uganda ausgebrochen. Dabei starb nach bisherigen Erkenntnissen ein 30 Jahre alter Mann. 79 Menschen, die im Kontakt mit dem Toten standen, wurden unter Beobachtung gestellt und einer isoliert.
Im August 2021 gaben Behörden des westafrikanischen Staates Guinea einen Ausbruch des Marburgfiebers bekannt. Wie die Weltgesundheitsorganisation WHO mitteilte, handelt es sich um den bisher ersten nachgewiesenen Fall überhaupt in Westafrika. Weniger als zwei Monate nach dem Ende eines Ebola-Ausbruchs in dem Staat wurde das hochansteckende Fieber im Süden Guineas in der Präfektur Guéckédou, in einem Dorf nahe der Grenze zu den Nachbarstaaten Sierra Leone und Liberia, bei einem mittlerweile gestorbenen Patienten entdeckt. Wie und wo sich der Mann, der die Infektion nicht überlebte, mit dem Erreger angesteckt hatte, ist nicht bekannt.
Im Februar 2023 wurde der erste Ausbruch von Marburgfieber in Äquatorialguinea bekannt. Der erste Hinweis auf einen Ausbruch eines hämorrhagischen Fiebers erfolgte am 7. Februar 2023 durch einen Gesundheitsoffiziellen der Kie Ntem Provinz. Die Feststellung, dass der Erreger das Marburgvirus ist, erfolgte im Referenzlabor des Institut Pasteur im Senegal. Zum Zeitpunkt des ersten Berichts nach Feststellung des Erregers (13. Februar 2023) waren mindestens 25 Menschen infiziert; neun der 25 Infizierten waren verstorben. Die Weltgesundheitsorganisation (WHO) berief für den 14. Februar 2023 eine Dringlichkeitssitzung der WHO R&D Blueprint Gruppe zu diesem Ausbruch ein.
In Ruanda wurde im September 2024 erstmals ein Marburgfieber-Ausbruch festgestellt. Betroffen waren sieben der dreißig Distrikte des Landes.

## Übertragung
Das Marburg-Virus wird hauptsächlich durch den Kontakt mit Körperflüssigkeiten (Blut, Stuhl, Urin, Speichel, Muttermilch, Fruchtwasser und auch Samenflüssigkeit) übertragen. Die Übertragung kann auch durch Kontakt mit kontaminierten Flächen oder Gegenständen wie Bettzeug, Kleidung oder medizinische Geräte erfolgen.
Eine Mensch-zu-Mensch-Übertragung über Aerosole dagegen scheint bei der Verbreitung in natürlichen Ausbrüchen eine geringere Rolle zu spielen. In Laborversuchen jedoch konnte gezeigt werden, dass Marburgviren in Aerosolen durchaus stabil und für Primaten hoch infektiös sind. Zudem werden die Inhalation von Fledermaus-Exkreten sowie der Konsum von rohem Fledermausfleisch als primärer Weg der Übertragung von Tier zu Mensch angesehen.
Darüber hinaus bestehen Unterschiede zwischen der Mortalität in Abhängigkeit vom Infektionsweg. Parenterale (d. h. nicht über den Verdauungstrakt erfolgende) Infektionen mit dem Marburg-Virus weisen dabei nach aktuellem Kenntnisstand die größte Sterblichkeit auf.

## Krankheitsentstehung
Marburgviren können, ähnlich wie das Ebola-Virus, viele verschiedene Zelltypen infizieren. Dazu zählen Makrophagen, dendritische Zellen, Endothelzellen, Fibroblasten, Hepatozyten (Leberzellen), Epithel-Zellen sowie Adrenalin produzierende Zellen des Nebennierenmarks. Experimentelle Studien haben die Präferenz von Antigen-präsentierenden Zellen, wie Makrophagen, dendritische Zellen und Monozyten, gezeigt. Infizierte Antigen-präsentierende Zellen breiten sich von der primären Infektionsstelle über das Lymphsystem zu Leber und Milz aus. Weitere Antigen-präsentierende Zellen werden durch einen erhöhten Spiegel an Chemokinen, wie MCP-1 (Monocyten-Chemoattraktions-Protein 1) oder des MIP-1α (Makrophagen-Entzündungsprotein-1α), angelockt.

## Krankheitssymptome und -verlauf
Die Inkubationszeit beträgt drei bis 21 Tage, wobei die meisten Fälle binnen fünf und zehn Tagen nach der Infektion erkranken. Der Erkrankungsbeginn ist plötzlich. Es treten zunächst hohes Fieber, schwere Kopf- und Muskelschmerzen sowie hochgradige Erschöpfung auf. Danach kommt es bei 50–75 % der Patienten zu einer Verschlechterung des Zustands, bei der Übelkeit, Erbrechen, Bauchschmerzen und Diarrhoe hinzutreten. Am fünften bis siebten Tag der Erkrankung tritt ein knotig-fleckiger Hautausschlag auf und durch Störung der Blutgerinnung kommt es zu kleinfleckigen Hauteinblutungen und Blutungen aus den Schleimhäuten des Verdauungstraktes. In der Spätphase können auch neurologische Symptome wie Desorientierung, Erregbarkeit, Koma und Krampfanfälle auftreten. Bei vielen der Überlebenden bilden sich die späteren Krankheitsstadien nicht aus. Die Patienten erholen sich unter unterstützender Behandlung oder versterben acht bis sechzehn Tage nach Symptombeginn.

## Untersuchungsmethoden
Das Marburg-Virus kann durch eine Reverse-Transkriptions-PCR (rtPCR) in einem BSL4-Labor nachgewiesen werden. Bei diesem Verfahren wird die virale RNA mittels einer reversen Transkriptase in cDNA transkribiert und anschließend mithilfe von spezifischen und komplementären Primern und einer DNA-abhängigen DNA-Polymerase amplifiziert. Darüber hinaus ist ein Nachweis über einen direkten oder indirekten ELISA (Enzyme-linked-Immunsorbent-Assay) möglich. In Deutschland übernehmen die Marburg-Viren- wie auch die Ebola-Viren-Diagnostik das Bernhard-Nocht-Institut in Hamburg als nationales Referenzlabor sowie die Virologie der Philipps-Universität Marburg als Konsiliarlabor.

## Behandlung
Momentan sind keine spezifischen antiviralen Medikamente oder Impfungen gegen das Marburg-Virus zugelassen, obwohl diese existieren, sodass nur eine unterstützende Behandlung mit Antipyretika, Antibiotika, Herzglycosiden, Elektrolyten, Infusionen und in anderen Fällen spezifischen Medikationen sowie intensivmedizinischen Behandlungen wie beispielsweise Dialyse möglich ist.

## Vorbeugung
Anfang 2005 gelang Wissenschaftlern um Steven Jones und Heinz Feldmann (University of Manitoba, Winnipeg, Kanada) eine erfolgreiche Impfung (aktive Immunisierung) bei Javaneraffen (Macaca fascicularis) mit einem abgeschwächten, lebenden, rekombinanten Vesicular stomatitis virus (VSV), das auf seiner Oberfläche ein so genanntes Glycoprotein des Marburg-Virus-Stammes Musoke produziert.
Im April 2006 wurden Forschungsergebnisse von Forschern aus den USA und Kanada veröffentlicht, denen es gelungen ist, einen Impfstoff gegen das Marburg-Virus zu entwickeln. Im Tierversuch erwies sich der Impfstoff auch in der Postexpositionsprophylaxe als wirksam.
Beim Marburgfieber-Ausbruch in Ruanda 2024 könnten erstmals experimentelle Impfstoffe eingesetzt werden.

## Heilungsaussicht
Die Sterblichkeit der Erkrankung schwankt in Abhängigkeit von der medizinischen Versorgung und vom Virenstamm stark zwischen 22,6 % (Ausbruch 1967) und 88,0 % in Uige (Angola, 2004–2005). So wies der in Angola nachgewiesene Stamm beispielsweise eine höhere Virulenz als der 1967 in Deutschland nachgewiesene Stamm auf.

## Meldepflicht und Absonderung
In der Schweiz ist die Erkrankung Marburg-Fieber meldepflichtig und zwar nach dem Epidemiengesetz (EpG) in Verbindung mit der Epidemienverordnung und Anhang 1 der Verordnung des EDI über die Meldung von Beobachtungen übertragbarer Krankheiten des Menschen. Meldepflichtig sind Ärzte, Spitäler usw. Meldekriterien sind klinischer Verdacht und Rücksprache mit Fachärztin oder Facharzt für Infektiologie und Veranlassung einer erregerspezifischen Labordiagnostik.
In Deutschland schreibt das Infektionsschutzgesetz (IfSG) in § 6 IfSG eine generelle namentliche Meldepflicht bei Verdacht, diagnostizierten Erkrankungen oder Todesfällen durch virale hämorrhagische Fieber vor. Eine unverzügliche Isolierung bzw. Quarantäne ist im Gegensatz zu fast allen anderen Infektionen bei von Mensch zu Mensch übertragbaren hämorrhagischen Fiebern für den Erkrankten und der Erkrankung Verdächtigen zwingend vorgeschrieben (§ 30 Abs. 1 Satz 1 IfSG [Absonderung], zusammen mit Lungenpest).
In Österreich ist virusbedingtes hämorrhagisches Fieber gemäß § 1 Abs. 1 Nummer 1 Epidemiegesetz 1950 bei Verdacht, Erkrankung und Tod anzeigepflichtig. Zur Anzeige verpflichtet sind unter anderem Ärzte und Labore (§ 3 Epidemiegesetz 1950).